# Reggenza di Indragiri Hilir
La reggenza di Indragiri Hilir (in lingua indonesiana: Kabupaten Indragiri Hilir) è una reggenza dell'Indonesia, situata nella provincia di Riau.